# Carlo Gaino
Carlo Gaino (Torino, 1957) è un designer italiano.
Dopo il conseguimento della Maturità artistica si iscrive alla facoltà di architettura del Politecnico di Torino, seguendo al contempo la Scuola d'Arte Applicata e Design di Torino, corso di Architettura della Carrozzeria. Dal 1980 al 1987 ha lavorato come car designer presso l'Italdesign, e, successivamente, per un breve periodo all'I.D.E.A. Institute. Nel 1988 fonda Synthesis design e inizia l'attività come designer indipendente, occupandosi di svariati settori del product design e dell'automotive design.
Ha disegnato, tra le altre, la Lancia ECV II, l'Alfa Romeo 155 GTA, la Maserati Barchetta e la De Tomaso Guarà, oltre a svariate consulenze con case automobilistiche internazionali.
È stato docente di disegno industriale dei mezzi di trasporto al Politecnico di Torino e, dal 2001, è docente presso l'università IUAV di Venezia, facoltà di design e arti, corso di laurea specialistica in disegno industriale del prodotto.
Parallelamente all'attività professionale ha sempre portato avanti un'attività artistica con alcune personali di quadri e sculture a Torino e a Padova.